# Decetia sinelinea
Decetia sinelinea är en fjärilsart som beskrevs av W. Warren 1897. Decetia sinelinea ingår i släktet Decetia och familjen Uraniidae. Inga underarter finns listade i Catalogue of Life.